# Jan Lidl
Jan Lidl (ur. ok. 1839, zm. 6 kwietnia 1921 we Lwowie) – urzędnik, wiceprezydent C. K. Namiestnictwa Galicji.

## Życiorys
Wywodził się z rodziny pochodzenia niemieckiego, przybyłej na obszar Galicji w okresie absolutyzmu. Urodził się 24 czerwca 1839. Był synem Karola (urzędnik magistratu we Lwowie) i Joanny z domu Dembowskiej wzgl. Dębowskiej (1808-1891, zmarła w Sanoku). Był młodszym bratem Karola (prawnik, ur. ok. 1832, zm. 1886) i Emilii (ur. ok. 1837, żona Franciszka Żeleskiego, zm. 1904).
Wstąpił do służby państwowej Cesarstwa Austrii (od 1867 Austro-Węgier) w okresie zaboru austriackiego i został urzędnikiem Magistratu Miejskiego we Lwowie pod zaborem austriackim. Został urzędnikiem Magistratu Miejskiego we Lwowie. Pracował tam od około 1861 jako praktykant konceptowy z dodatkowym uposażeniem, od około 1867 do około 1872 jako koncypista magistratu. Równolegle od około 1868 do około 1872 pełnił funkcję sekretarza (protokolant) Rady Miejskiej we Lwowie. Od około 1872 do około 1873 pracował w Magistracie Lwowa w randze radcy.
Później został powołany przez c. k. ministra bez teki (dla Galicji) Floriana Ziemiałkowskiego i pozostawał na służbie przy nim w latach 1873-1883, od 1873 w randze sekretarza ministerialnego, od około 1877 jako radca ministerialny, od około 1879 do 1883 jako radca sekcyjny (w tym od około 1882 z tytułem i charakterem radcy ministerialnego). Potem przeszedł do służby w C. K. Ministerstwie Spraw Wewnętrznych w Wiedniu, gdzie pracował w randze radcy ministerialnego i był kierownikiem referatu galicyjskich spraw krajowych.
Od 1888 przez wiele lat sprawował urząd wiceprezydenta namiestnictwa przy kolejnych C. K. Namiestnikach Galicji tj. Kazimierzu Badenim (1888-1895), Eustachym Sanguszce (1895-1898), Leonie Pinińskim (1898-1903), Andrzeju Potockim (1903-1904). Z racji piastowanego urzędu równolegle od około 1888 pełnił funkcje zastępcy prezydenta C. K. Komisji Krajowej dla Spraw Odkupu i Uporządkowania Ciężarów Gruntowych, zastępcy prezydenta C. K. Dyrekcji Funduszów Indemnizacyjnych, zastępcy prezydenta C. K. Komisji Krajowej dla Oznaczenia Czystego Dochodu z Propinacyjnego Prawa Wyszynku, od około 1889 także zastępcy przewodniczącego C. K. Dyrekcji Galicyjskiego Funduszu Propinacyjnego. Do 1904 był ostatnim jedynym wiceprezydentem namiestnictwa, zaś po jego ustąpieniu utworzono dwa stanowiska wiceprezydentów. Odchodząc ze stanowiska w lipcu 1904 w uznaniu szczególnych zasług dla państwa i kraju został mianowany tajnym radcą (jego miejsce służbowe zajął hr. Włodzimierz Łoś). Uroczyste pożegnanie odbyło się 27 lipca 1904, a słowa pochwały udzielił mu wtedy namiestnik hr. A. Potocki. Podczas swojej wieloletniej służby Jan Lidl cieszył się zarówno zaufaniem władz, jak i szacunkiem współpracowników oraz powszechnym uznaniem w kraju, a jego praca była określana za pożyteczną.
Bracia Jan i Karol Lidlowie (obaj kawalerowie Orderu Korony Żelaznej) zostali wyniesieni do stanu szlacheckiego rycerskiego cesarskim dyplomem z 13 kwietnia 1881. Około 1890 Jan Lidl otrzymał honorowe obywatelstwo miasta Grybowa. Od około 1908 co najmniej do 1914 był prezesem kolei lokalnej Delatyn-Kołomyja-Stefanówka.
Do końca życia zamieszkiwał we Lwowie przy ulicy Zamoyskiego 15. Zmarł 6 kwietnia 1921 we Lwowie w wieku 82 lat. Jego żoną była Anna (ur. 1864, zm. 17 kwietnia 1921). Oboje zostali pochowani w grobowcu na Cmentarzu Łyczakowskim we Lwowie.

## Odznaczenia
- Krzyż Komandorski z Gwiazdą Orderu Franciszka Józefa (1893)[44][27][40]
- Krzyż Kawalerski Orderu Leopolda (1887)[45][24][40]
- Order Korony Żelaznej III klasy (1880)[46][47][19][24][40]
- Medal Honorowy za Czterdziestoletnią Wierną Służbę (przed 1904)[33]
- Brązowy Medal Jubileuszowy Pamiątkowy dla Sił Zbrojnych i Żandarmerii (przed 1914)[40]
- Medal Jubileuszowy Pamiątkowy dla Cywilnych Funkcjonariuszów Państwowych (przed 1914)[40]
- Order Orła Czerwonego II klasy z Gwiazdą – Królestwo Prus (około 1900)[31][40]